# Antivaccindemonstrationerna i Italien 2017
Antivaccindemonstrationerna i Italien 2017 syftar till den demonstrationsvåg som utbrutit i Italien under 2017 efter den nya lagen om att tolv vacciner ska vara obligatoriska för alla barn i Italien i statliga skolor. Demonstrationerna har varit så pass stora att senatens hälsokommission mildrat lagtexten något, så att antalet obligatoriska vaccin minskats från tolv till tio och att det maximala bötesstraffet sänks till 3 500 euro. Men demonstrationerna har ändå fortsatt. Flera regioner i norr utmanar dessutom lagen som antogs i mitten av maj och det pågår även förberedelser för en rättsprocess. Samtidigt pekar förespråkarna för utökade vaccinationskrav på den kraftiga ökningen av antalet fall med mässling i Italien, som ett av flera skäl till striktare regler.

## Lagens innebörd
Lagen innebär att antalet obligatoriska vaccineringar utökas från fyra till tolv, något som efter kritik reducerats till tio vaccineringar. För föräldrar med barn i förskolesåldern innebär det att vissa av dessa tio/tolv vaccin måste tas senast då barnen är sex år, dvs innan skolan börjar. Om barnen inte är vaccinerade före skolstart får de inte påbörja skolgången i statliga skolor.

## Demonstrationerna
I maj och juni hölls demonstrationer i en rad storstäder, däribland Milano, Turin, Bologna, Florens och Cagliari. Den 8 juli samlades omkring 10 000 personer i Pesaro för demonstration mot den nya vaccinlagen.
I Sydtyrolen har 130 familjer uppgett att de kommer att söka asyl i Österrike om lagen inte upphävs. Talespersonen för proteströrelsen i Sydtyrolen, Reinhold Holzer, har uppgett för media att en skrivelse skickats till Italiens president Sergio Mattarella, Österrikes president Alexander Van der Bellen och FN:s råd för mänskliga rättigheter i Genève.

## Politiska responser
Liguriens vicepresident och hälsominister Sonia Viale har uttryckt stöd för kritiken och sagt att hon kommer att arbeta för att lagen dras tillbaka på kommande regionkonferens. Hon menar att föräldrarnas rätt att själv ta ställning åsidosätts med lagen.